# Aurorae Planum
L'Aurorae Planum è una struttura geologica della superficie di Marte.